# Martin Remacle
Martin Remacle (Verviers, 16 mei 1997) is een Belgisch voetballer. Hij is een middenvelder en staat onder contract bij FC Botoșani.

## Carrière
Martin Remacle sloot zich in 2003 aan bij Standard Luik. Hij doorliep alle jeugdreeksen en maakte in het seizoen 2015/16 de overstap naar de A-kern. In de zomer van 2015 stond de jonge middenvelder nochtans in de belangstelling van onder meer FC Schalke 04, FC Porto en Udinese.
Op 10 april 2016 maakte hij in Play-off II zijn officiële debuut voor Standard. Hij mocht toen van trainer Yannick Ferrera in de thuiswedstrijd tegen KV Kortrijk invallen voor aanvoerder Adrien Trebel. In de terugwedstrijd tegen KV Kortrijk kreeg hij een basisplaats, en op de slotspeeldag mocht hij starten tegen Waasland-Beveren.
In het seizoen 2016/17 belandde Remacle in de B-kern. Tijdens de wintertransferperiode werd hij voor 350.000 euro verkocht aan het Italiaanse Torino. De transfer werd geen succes, want Remacle speelde uiteindelijk nooit een officiële wedstrijd in het eerste elftal van de club. In oktober 2017 liet hij er zijn contract ontbinden omdat hij al vier maanden niet meer betaald was geweest.
In januari 2018 vond Remacle onderdak bij de Cypriotische tweedeklasser Enosis Neon Paralimni, dat hem meteen uitleende aan reeksgenoot AO Agia Napa. Toen hij nadien zonder club zat was hij in beeld bij RFC Seraing, maar het kwam uiteindelijk niet tot een effectieve verbintenis. Remacle vond uiteindelijk onderdak bij reeksgenoot URSL Visé, maar daar bleef hij slechts enkele maanden. Daarna voetbalde hij in Roemenië bij Pandurii Târgu Jiu, FC Voluntarien FC Botoșani.

## Statistieken
| Seizoen | Club          | Land            | Competitie         | Competitie | Competitie | Beker | Beker | Supercup | Supercup | Europees | Europees | Totaal | Totaal |
| Seizoen | Club          | Land            | Competitie         | Wed.       | Dlp.       | Wed.  | Dlp.  | Wed.     | Dlp.     | Wed.     | Dlp.     | Wed.   | Dlp.   |
| ------- | ------------- | --------------- | ------------------ | ---------- | ---------- | ----- | ----- | -------- | -------- | -------- | -------- | ------ | ------ |
| 2015/16 | Standard Luik | Vlag van België | Jupiler Pro League | 3          | 0          | 0     | 0     | 0        | 0        | 0        | 0        | 3      | 0      |
| 2016/17 | Standard Luik | Vlag van België | Jupiler Pro League | 0          | 0          | 0     | 0     | 0        | 0        | 0        | 0        | 0      | 0      |
| 2016/17 | Torino        | Vlag van Italië | Serie A            | 0          | 0          | 0     | 0     | 0        | 0        | 0        | 0        | 0      | 0      |
| TOTAAL  | TOTAAL        | TOTAAL          | TOTAAL             | 3          | 0          | 0     | 0     | 0        | 0        | 0        | 0        | 3      | 0      |

## Privé
- Remacle is de halfbroer van Maxime Crahey, die als doelman onder andere bij SV Röchling Völklingen en FC Wiltz 71 speelde.[9]